# Bruno Luzi
Bruno Luzi (Mandres-les-Roses, 30 mei 1965) is een Frans voetbalcoach en voormalig voetballer.

## Spelerscarrière
Luzi begon zijn seniorencarrière bij amateurclub US Chantilly. In 1982 ondertekende hij een stagecontract om profvoetballer te worden bij USL Dunkerque, maar uiteindelijk slaagde hij er niet in om een profcontract vast te krijgen. Hij speelde nadien nog een seizoen bij amateurclub AS Creil.
In 1989 trok hij zijn voetbalschoenen weer aan om uit te komen voor het pas opgerichte FC Chambly, waar zijn vader Walter voorzitter was en zijn broer Fulvio trainer van het eerste elftal. Bruno werd naast voetballer ook beloften- en jeugdtrainer bij de club.

## Trainerscarrière
Toen vader Walter Luzi zich in 2001 terugtrok als voorzitter, nam trainer Fulvio Luzi zijn taak over. Bruno Luzi, die als speler met de club van de Ligue de Picardie Division 5 (het dertiende niveau in het Franse voetbal) naar de Ligue de Picardie Division 1 (het negende niveau) was gepromoveerd, nam over als trainer. Onder Bruno als hoofdtrainer zette Chambly grote stappen vooruit: in zijn eerste seizoen als hoofdtrainer loodste hij de club al naar de Promotion Interdistricts, waar de club drie seizoenen bleef spelen. In 2005 promoveerde de club naar de Promotion d'Honneur, nog eens drie jaar later steeg de club naar de Division d'Honneur. In 2010 beukte Chambly de deur open naar de CFA 2, daarna zette het telkens in twee jaar tijd de stap naar de CFA en de Championnat National. De club hield zich vijf seizoenen goed staande in de Championnat National en promoveerde in 2019 naar de Ligue 2.
Over het verschil tussen de gebroeders Luzi zei Fulvio in 2012 het volgende in een interview met Le Parisien: "Toen Bruno het als trainer van het eerste elftal van me overnam, heeft dat de club goed gedaan. Hij is een betere trainer dan ik. Tegenwoordig oefenen we beide de juiste functie uit".